# Cybermorph
Cybermorph är ett skjutspel utvecklat av Attention To Detail till Atari Jaguar. Spelet släpptes tillsammans med konsolen då den började säljas 1993.

## Handling
Spelet är ett skjutspel, där man ur tredjepersonsperspektiv antar rollen som rymdpilot på en vapenbestyckad rymdfarkost. Det finns vem olika nivåer, och varje nivå avslutas med en bossfight. Målet är att återfinna ett antal försvunna kapslar. Under äventyret ackompanjeras spelaren av guidedatorn "Skylar".

### Fotnoter
1. 1 2  ”Atari Ships Jaguar for New York and San Francisco Markets; World's First 64-Bit Interactive Multimedia Home Entertainment System Available”. PR Newswire. 23 november 1993. Arkiverad från originalet den 11 juli 2017. https://web.archive.org/web/20170711191749/https://www.thefreelibrary.com/ATARI+SHIPS+JAGUAR+FOR+NEW+YORK+AND+SAN+FRANCISCO+MARKETS%3b+WORLD%27S...-a014659911. Läst 10 maj 2014.